# Javier Irazún
Javier Irazún (n. Florida, Uruguay; 4 de diciembre de 1986) es un futbolista uruguayo. Juega de portero y actualmente se encuentra en el Club Nacional de futbol de la Primera División de la liga de florida, Uruguay. 

## Trayectoria
El portero de 1.84 metros Irazún ha sido parte del equipo de Centro Atlético Fénix desde el torneo Apertura 2006 hasta el Apertura 2009 incluido. En la temporada 2009-10 disputó un total de 15 partidos en la Primera División de Uruguay con la camiseta de Fénix.
En el Clausura 2010, jugó a préstamo para Danubio Fútbol Club, equipo de la Primera División, se unió al club a principios de enero de 2010. En enero de 2011 cambió de equipo, de Danubio se mudó a Tacuarembó Fútbol Club, ahí jugó 14 juegos de Primera División, en el torneo Clausura 2011.
A fines de enero de 2013, se unió al equipo de la ciudad de Montevideo, el Sud América. En la temporada 2013-14, llegó a disputar en Primera División 29 partidos, en la que es la liga uruguaya más importante. En la temporada 2014-15, jugó 30 veces en la Primera División. Durante la temporada 2015-16, siguieron 30 apariciones más en la máxima categoría.
A principios de julio de 2016, cambió a Comunicaciones Fútbol Club. Ha jugado en 139 partidos de liga para los guatemaltecos (a partir del 3 de marzo de 2017), se convirtió en uno de los referentes del equipo, llegando a ser clave en algunos encuentros en diferentes torneos. En la temporada 2019 llegó a Racing Club de Montevideo, disputó en total 13 partidos, en todos ellos titular.
En 2020 su segunda experiencia internacional se da con el Centro Deportivo Olmedo de Ecuador, de igual manera siendo titular en todos los partidos de la LigaPro Banco Pichincha.

## Clubes
| Club                | País      | Año             | PJ  |
| ------------------- | --------- | --------------- | --- |
| Fénix               | Uruguay   | 2006 - 2010     | 15  |
| Danubio             | Uruguay   | 2010            | 0   |
| Tacuarembó          | Uruguay   | 2011 - 2012     | 14  |
| Sud América         | Uruguay   | 2013 - 2015     | 89  |
| Comunicaciones      | Guatemala | 2016 - 2018     | 139 |
| Racing Club         | Uruguay   | 2019            | 13  |
| Olmedo              | Ecuador   | 2020            | 4   |
| Cultural Santa Rosa | Perú      | 2021            | 20  |
| Central Español     | Uruguay   | 2022            | 27  |
| Deportivo Iztapa    | Guatemala | 2023            | 5   |
| Nacional Florida    | Uruguay   | 2023 - presente | 6   |

## Estadísticas
- Actualizado al 2 de abril de 2020.[19][20]

### Clubes
| Fénix · Uruguay |               |               |     |    |    |    |    |     |     |   |
| 1.ª | 2009-10       | 15            | 0   | -- | -- | -- | -- | 15  | 0   |   |
| Total club | Total club    | 15            | 0   | -- | -- | -- | -- | 0   | 0   |   |
| Danubio · Uruguay |               |               |     |    |    |    |    |     |     |   |
| 1.ª | 2010          | 0             | 0   | -- | -- | -- | -- | 0   | 0   |   |
| Total club | Total club    | 0             | 0   | -- | -- | -- | -- | 0   | 0   |   |
| Tacuarembó · Uruguay |               |               |     |    |    |    |    |     |     |   |
| 1.ª | 2010-11       | 14            | 0   | -- | -- | -- | -- | 14  | 0   |   |
| 2.ª | 2011-12       | 0             | 0   | -- | -- | -- | -- | 0   | 0   |   |
| 2.ª | 2012-13       | 0             | 0   | -- | -- | -- | -- | 0   | 0   |   |
| Total club | Total club    | 14            | 0   | -- | -- | -- | -- | 14  | 0   |   |
| Sud América · Uruguay |               |               |     |    |    |    |    |     |     |   |
| 2.ª | 2012-13       | 0             | 0   | -- | -- | -- | -- | 0   | 0   |   |
| 1.ª | 2013-14       | 29            | 0   | -- | -- | -- | -- | 29  | 0   |   |
| 1.ª | 2014-15       | 30            | 0   | -- | -- | -- | -- | 30  | 0   |   |
| 1.ª | 2015-16       | 30            | 0   | -- | -- | -- | -- | 30  | 0   |   |
| Total club | Total club    | 89            | 0   | -- | -- | -- | -- | 89  | 0   |   |
| Comunicaciones · Guatemala |               |               |     |    |    |    |    |     |     |   |
| 1.ª | 2016-17       | 46            | 0   | -- | -- | -- | -- | 46  | 0   |   |
| 1.ª | 2017-18       | 43            | 0   | -- | -- | -- | -- | 43  | 0   |   |
| 1.ª | 2018-19       | 50            | 0   | -- | -- | -- | -- | 50  | 0   |   |
| Total club | Total club    | 139           | 0   | -- | -- | -- | -- | 139 | 0   |   |
| Racing Club · Uruguay |               |               |     |    |    |    |    |     |     |   |
| 1.ª | 2019          | 13            | 0   | -- | -- | -- | -- | 13  | 0   |   |
| Total club | Total club    | 13            | 0   | -- | -- | -- | -- | 13  | 0   |   |
| Olmedo · Ecuador |               |               |     |    |    |    |    |     |     |   |
| 1.ª | 2020          | 4             | 0   | 0  | 0  | -- | -- | 4   | 0   |   |
| Total club | Total club    | 4             | 0   | 0  | 0  | -- | -- | 4   | 0   |   |
| Total carrera | Total carrera | Total carrera | 274 | 0  | 0  | 0  | -- | --  | 274 | 0 |
| (1) Incluye datos de Copa Ecuador. (2) Incluye datos de Copa Libertadores, Copa Sudamericana y Concacaf Liga de Campeones. (3) No incluye goles en partidos amistosos. |               |               |     |    |    |    |    |     |     |   |

## Palmarés

### Campeonatos nacionales
| Título           | Club        | País    | Año     |
| ---------------- | ----------- | ------- | ------- |
| Segunda División | Sud América | Uruguay | 2012-13 |

### Distinciones individuales
| Distinción                                                                | Año  |
| ------------------------------------------------------------------------- | ---- |
| Preseleccionado como portero en el mejor once de la Liga 2 según la SAFAP | 2021 |